# Илития

## Илития
Илития (на старогръцки: Εἰλείθυια, Ἐλείθυια, Ἐλευσία или Ἐλευθώ) в древногръцката митология е богиня на раждането, акушерството и родилните мъки. В древноримската митология е отъждествявана с Луцина (Lūcīna).
Дъщеря е на Зевс и Хера, а неин син е Созипол. Главните места, където Илития е почитана, са пещерите при Амнисос и Инат на остров Крит.

## Етимология
Името на богинята е засвидетелствано още от времето на Минойската цивилизация. Върху плочка с линеар А е разчетено a-ra-u-da (*Alauta), пряко кореспондиращо с надписи тип линеар Б, намерени в Кносос, където се споменава e-re-u-ti-ja, свързано с микенския теоним Ἐλευθία. Името се извежда от ἐληλυθυῖα със значение на "тази, която идва да се притече на помощ".
Илития се среща и като епитет на Хера и Артемида, като покровителки на родилките, а Луцина - на римските им аналози Юнона и Диана. В подобен контекст римският оратор Марк Тулий Цицерон споменава персонификацията на Нацио (на латински: Nātio, букв. раждане), твърдейки: "Защото ако богoвете са такива, че се месят в човешките дела, Нацио също трябва да се приеме като богиня, на която винаги правим жертвоприношения, когато посещаваме храмовете в областта на Ардеат; която се нарича Нацио, понеже раждането при жените се пази от раждащите се."

## Изобразяване
Богинята се среща изобразена както в обобщен (едноличен/единен) образ, така и под формата на 2 женски фигури, олицетворяващи контрола й над процеса на раждането, способността й да го съкрати и улесни или да го забави и затрудни, правейки го и по-мъчителен или по-безболезнен, както и въобще да го допусне или - не.
Илития е изобразявана с факла, символизираща родилните мъки, или с ръце, вдигнати във въздуха, готови да изведат бебето на бял свят (извън тялото на майката). Фигурка от о-в Крит представя Илития, държаща по 1 змия във всяка от двете си ръце - елемент, типичен за минойската иконография. За нейно свещено животно се смята порът. Това е свързано с легендата, че Хера я изпраща да приложи магиите си върху Алкмена - майката на Херкулес (Херакъл) и да направи така, че раждането му да не се осъществи или той да умре при него, а и родилката да загине (според друга версия, идеята й е просто да го забави и затрудни дотолкова, че пръв да се роди Евристей - неговият конкурент за върховенство над племента на Пелопонес - а неговото раждане пък да улесни и забърза; така Евристей се ражда преждевременно и недагъв, но цял живот властва, като цар/базилевс, а Херкулес му става роб). Все пак Илития е измамена от слугиня на име Галития, която я убеждава, че детето вече се е родило. Прислужницата е превърната за наказание от богинята в пор, но и специално почетена от нея в този си вид. Затруднения, с помощта на Илития, ревнивата Хера създава и на Лето, при раждането на Аполон, но тя ги преодолява с помощта на няколко други богини, включително родената предния ден сестра-близначка на младия бог Артемида.